# Jindřich Krepindl
Jindřich Krepindl, född den 6 juli 1948 i Šťáhlavy, Tjeckien, är en tjeckoslovakisk handbollsspelare.
Han tog OS-silver i herrarnas turnering i samband med de olympiska handbollstävlingarna 1972 i München.